# エイリーク・ハーコナルソン

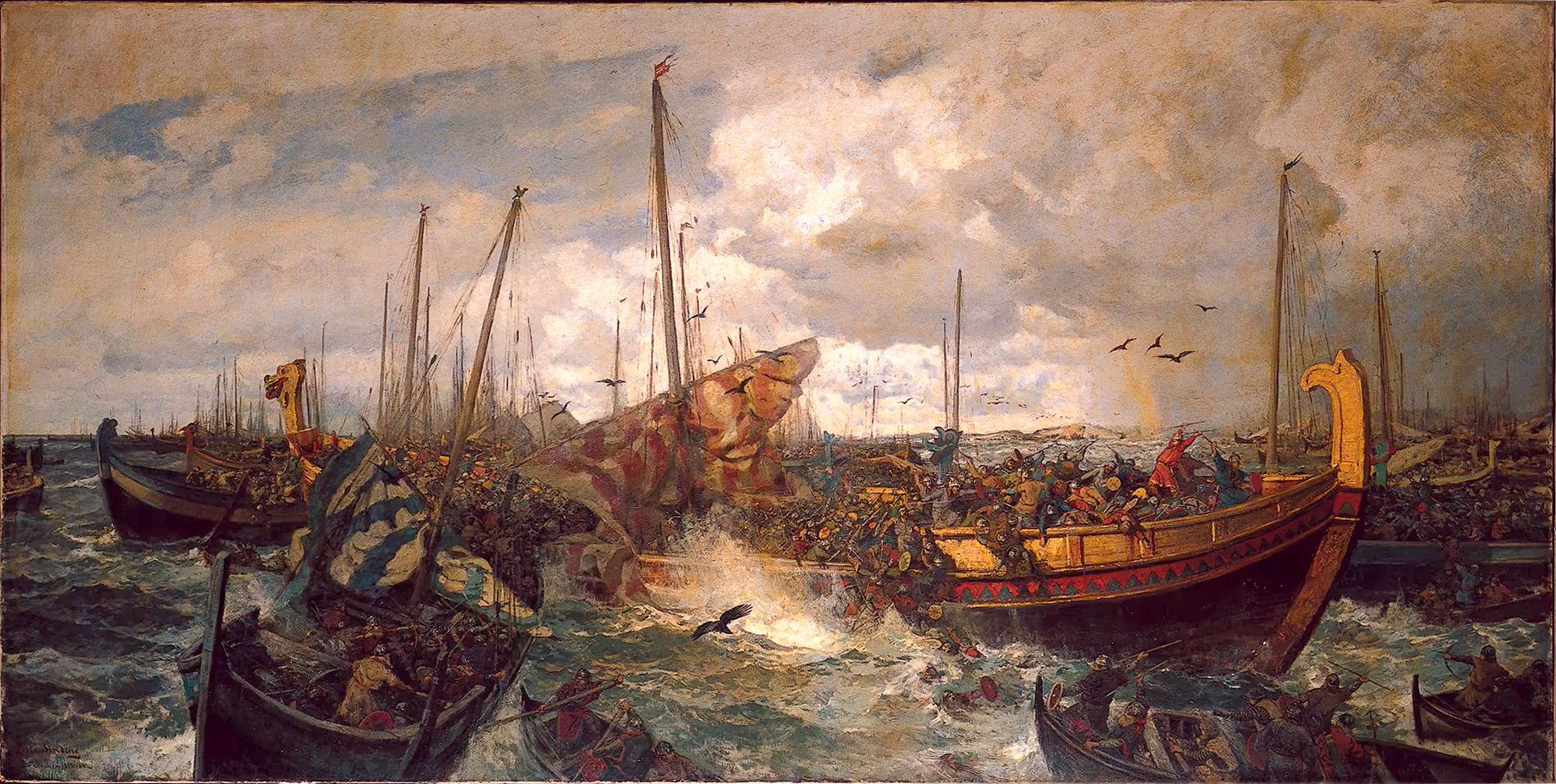
オットー・シンディングによる、『スヴォルドの海戦』。

エイリーク・ハーコナルソン（古ノルド語: Eiríkr Hákonarson。960年代 – 1020年代）は、ラーデのヤール、ノルウェーの支配者、そしてノーサンブリアのヤールであった。
父はヤールのハーコン・シグルザルソン。妻はデンマーク王スヴェン双叉髭王の娘ギューザ(no)。息子にはハーコン・エイリークソンがいる。弟はスヴェイン・ハーコナルソン。

## 背景
エイリークはハーコンの庶出で一番年長の息子であり、伝説的なスウェーデン王妃ウーダ・ハーコンスドッティル（Öda Haakonsdottir）の兄弟である。彼は、ヒョルンガヴァーグの戦い、スヴォルドの海戦とイングランドの征服に関与した。
エイリークの青春期に関する主要な情報源は 『ファグルスキンナ』と『ヘイムスクリングラ』である。これらによるとエイリークは、ハーコン・シグルザルソンとウップランドのより低い身分の女性の間に生まれたという。

## ヒョルンガヴァーグの戦い

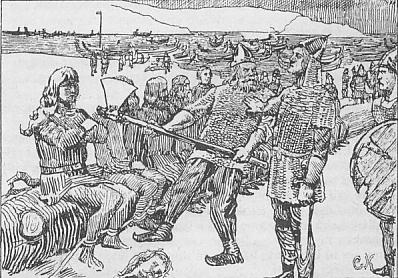
『ヒョルンガヴァーグの戦いの後、エイリーク・ハーコナルソンによって助けられる、Sigurðr Búason』。クリスチャン・クローグによる挿絵。

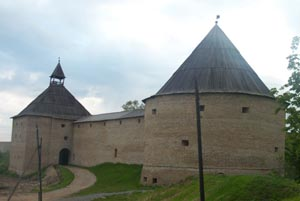
スタラヤ・ラドガ（ラドガ要塞）、元々は中世の時代に建設された。

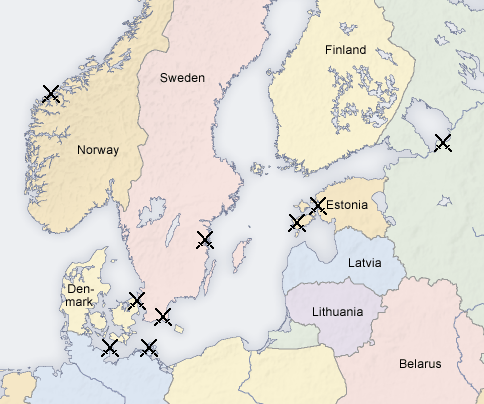
スカンディナヴィアとバルト海における、エイリークが戦った、あるいは襲撃した場所。参考のために現代の国境を示している。

『ヘイムスクリングラ』によるスヴォルドの海戦の後のノルウェーの分割。
スヴェン双叉髭王からの封土としてエイリーク・ハーコナルソンによって支配された地域。
スウェーデンのオーロフ王からの封土として、エイリークの異母兄弟のスヴェンによって支配された地域。
スヴェン双叉髭王の直接の支配下にあった地域。

ヒョルンガヴァーグの戦いはエイリークの最初の大きな戦いであった。戦いは10世紀に、ラーデのヤール達とデンマークからの侵略軍との間で行われた半伝説上の海戦であった。戦いは、『ヘイムスクリングラ』や『ヨムスヴァイキングのサガ』、『デンマーク人の事績』などで説明されている。そうした後の時代の文学での説明は空想的であるが、歴史家はそれらに史実が含まれていると考えている。ハーコン・シグルザルソンは古代北欧の神々の強い信奉者であった。ハーラル青歯王が彼にキリスト教を押しつけたとき、ハーコンはデンマークに対する忠誠を破った。デンマークからの侵略軍は986年のヒョルンガヴァーグの戦いで敗北した。『ヘイムスクリングラ』によると、エイリークはこの戦いで60隻の船で出て勝利した。

## バルト海での襲撃
995年にオーラヴ・トリグヴァソンがノルウェーで権力を握ったため、エイリークはスウェーデンへ逃れた。エイリークは、スウェーデン王オーロフ及び姻戚関係を結んだスヴェン双叉髭王と同盟した。地盤をスウェーデンに置きつつ、エイリークは東方に進出した。そしてキエフ大公国のウラジーミル1世の支配地域で略奪をし、スタラヤ・ラドガ（古ノルド語：アルデイギア(Aldeigja)）の町を焼き尽くした。大陸にはこのことを確かめうる一次史料はないが、1980年代に、ソビエトの考古学者が、10世紀後期のラドガの炎上の痕跡を発掘によって明らかにした。
エイリークはまた、西エストニア（古ノルド語：アザルシュースラ(Aðalsýsla)）とサーレマー島（古ノルド語：エイシュスラ((Eysýsla)）で略奪を行った。『ファグルスキンナ』にある『パンダドラーパ』の概要によると、彼はバルト海でヴァイキング達と戦い、同じ時期の間にエステルイェートランドを襲撃した。

## スヴォルドの海戦
ノルウェー王オーラヴ・トリグヴァソンは夏の間は東部バルト海にいたので、連合軍はスヴォルドの島で彼を待ち伏せた。オーラヴは71隻の船を従えていたが、その一部は友人である、ヨムスヴァイキングの首領のヤール、シグヴァルディが指揮していた。シグヴァルディはオーラヴを裏切り、連合軍の手先となり王を見放した。連合軍はノルウェー艦隊の先陣を通過させ、最も目立つ船にいた王を攻撃した。
オーラヴは逃げることを拒否し、自分の所有する11隻の船で戦いに転じた。古代の歴史家たちはオーラヴとノルウェー艦隊の戦いを称賛している。オーラヴの敵達に関するすべての情報と敵達の勇猛さの大部分はエイリークに見いだされていた。伝承によると、デンマーク軍とスウェーデン軍がオーラヴの船の列の先頭に進入することはできなかったという。エイリークは側面から攻撃、オーラヴの船の列の最後と最後から2番目の間に自分の船を押し入れた。繋がれていたノルウェー軍の船はこうして1隻ずつ切り離されていき、長蛇号だけが残ったが、それも制圧された。オーラヴは彼の盾を外に向けて持って海に飛び込んだため、彼はすぐに沈んでいった。エイリークはオーラヴの船、長蛇号を獲得し、この戦いからこの船を操縦した。この出来事は彼の宮廷詩人〈非キリスト教徒のハルドール〉(en)によって残された。

## ノルウェーの支配
スヴォルドの海戦の後、エイリークは、彼の兄弟のスヴェンと共に、1000年から1012年にかけて、スヴェン双叉髭王の臣下としてノルウェーの統治者になった。エイリークの息子ハーコン・エイリークソンは1015年までこの地位を維持した。エイリークとスヴェンは、エイナル・サンバルスケルヴィルと彼らの姉妹ベルグリョート (Bergljót) とが結婚することによって彼らの支配を強化した。そして大切な助言者と協力者を得た。『ファグルスキンナ』によれば、「優れた平和によってきわめて繁栄している時代であった。支配者はよく法を維持し、罪を罰する際に厳しかった。」
ノルウェーの彼の支配の間、エイリークの唯一のライバルは、エルリング・スキャールグスソンであった。あまりに強力で接近するには慎重であったが、あからさまに対立するには十分強力ではなく、エイリークは彼らの支配を通して、ぎこちない平和とヤールとの同盟を維持した。

## 信仰
修道士テオドリクスによると、エイリークはスヴォルドの海戦に勝利するならばキリスト教を受け入れると誓っている。オッド・スノッラソンの『オーラヴ・トリュッグヴァソン王のサガ』は、物語をより緻密に伝えるが、その中ではエイリークが船の船首にあったトールの像をキリストの十字架に取り替えている。このことを実証するスカルド詩人の詩はないが、大部分のサガは、エイリークとスヴェンが少なくとも正式にキリスト教を受け入れたことを示している。
ヤール達がスウェーデンとデンマークのキリスト教徒の統治者と同盟していたことから、キリスト教を受け入れることについて政治的に有利な判断があったことには疑いがない。オーラヴ・トリグヴァソンによる激しい伝道活動の後、信仰の自由を開始することは賢い政治的な措置であった。キリスト教徒としてのエイリークの宗教的な信念はおそらく強いものではなかっただろう。エイリークのライバルであった、オーラヴ・トリグヴァソンとオーラヴ・ハラルズソンに対するスカルド詩人の詩からは異教的なケニングは取り除かれ、キリスト教徒の統治者として彼らを称賛しているのに対し、エイリークに捧げられたスカルド詩として残っているものは完全に伝統的である。『パンダドラーパ』(Bandadrápa)は10世紀頃に書かれたが、それは明確に異教的である。その反復句は、エイリークが異教の神の意志によって地域を征服すると言っている。ソールズ・コルベインスソンにより、1016年以降に書かれたとされる詩さえもキリスト教の影響の徴候を持たない。『ノルウェー史』と『Ágrip』によると、エイリークはノルウェーにおいてキリスト教を根絶することに積極的に取り組んだとされるが、このことは他の情報源によって明らかにされてはいない。

## イングランド征服
1014年か1015年に、エイリークはノルウェーを離れ、イングランドにおいて従軍するためにクヌート大王と合流した。ソールズ・コルベインスソン(en)の『エイリーク賛歌』(Eiríksdrápa)によれば、彼らの艦隊は1015年にイングランドの海岸の沖で会っている。しかし多くの一次史料にある年代を一致させるのは難しく、一部の学者はデンマークで1014年に彼らが面会したとしている。
この時クヌートは若く未熟だった。しかしエイリークは「精錬された知性と幸運を備えた経験豊かな戦士」（『ファグルスキンナ』）であった。そして歴史家のフランク・ステントンの見解では、「征服活動に出発した若い王子のために見いだし得た最高の相談役」であった。
北欧の侵略艦隊は、ほとんど抵抗に遭うことなく1015年の真夏に、サンドウィッチに着いた。クヌート軍はウェセックスへ移動し、ドーセット、ウィルトシャーとサマセットを略奪した。Eadric Streonaは40隻の船を集めてクヌートに服従した。
1016年の前半に北欧の軍は、テムズ川を越えてマーシアに移動した。エドマンド皇太子は侵略に抵抗するため軍を召集しようとしたが、その努力は失敗した。そして、クヌートの軍は妨害されずにノーサンブリアに到着し、その地のヤール(Earl of Northumbria)、Uhtred the Boldノーサンブリア伯は殺された。
クヌートが英国北部を支配下に納めると、その伯爵領はエイリークに与えられた。ノーサンブリアを征服した後、侵略軍は再び南に転じ、ロンドンに向かった。彼らが現れる前にエゼルレッド2世は崩御し（4月23日）、エドマンド皇太子が王に選ばれた。
エセルレッドの死に続き、北欧軍はロンドンを包囲した。『エマ賛辞』によると包囲はエイリークによって指揮されたとされる。。『オーラヴ聖王の伝説サガ』は、エイリークがロンドンの包囲に関わったことを明らかにしており、ソールズによる韻文は、エイリークは英雄ウールヴケル(Ulfcytel Snillingr)と「ロンドンの西」で戦ったと謡っている。
いくつかの戦いを終え、クヌートとエドマンドは王国を分ける合意に達した。しかし、エドマンドは数か月後に崩御した。1017年、クヌートはイングランドの全国民が認める王となった。彼は王国を4地域に分けた。彼が彼自身のために確保したウェセックス、彼がトルケル(Thorkell)へ与えたイースト・アングリア、エイリークへのノーサンブリア、Eadricへのマーシアである。同じ年、しばらくしてから、クヌートはエアドリック（Eadric）を裏切り者として処刑した。『エマ賛辞』によると、クヌートに命じられエイリークは斧でエアドリックの首を切った。
エイリークは亡くなるまでノーサンブリア伯（ヤール）であった。なおエイリークについて1023年以後のイングランドの文書には名前が出てこない。イングランドの情報源によると、彼はクヌートによって追放されてノルウェーに帰国したという。しかし北欧には帰国の記録がなく、これはありそうにない。北欧の情報源によると、ローマへの巡礼の直前または直後に、口蓋垂の切除（中世の医療(en)の手順）をし、出血によって死亡した。

## サガ

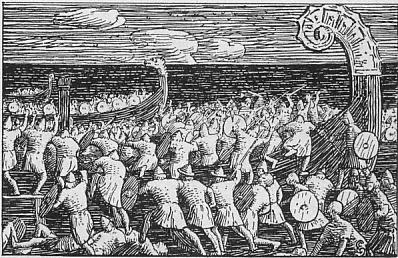
Halfdan Egediusによる、『長蛇号に乗り込むエイリークの部下達』。

エイリークについての最も重要な史実に基づく情報源は、12世紀から13世紀にかけての王のサガ(en)であり、そうしたものにはたとえば『ヘイムスクリングラ』、『ファグルスキンナ』、『Ágrip』、『クニートリンガ・サガ』、『ノルウェー史』、『オーラヴ聖王の伝説サガ』、そしてオッド・スノッラソンとテオドリクス(en)による作品がある。アングロサクソンの情報源は乏しいが、それらがその当時の証拠を代表することから貴重である。もっとも重要な作品は11世紀の『アングロサクソン年代記』と『エマ賛辞(Encomium Emmae)』である。しかしエイリークは、12世紀の歴史家、Florence of Worcester、マームズベリのウィリアムとヘンリー・オブ・ハンティングドンによっても言及される。
エイリークのスカルド詩人によるかなりの量の詩は、王のサガで保存され、当時の証拠を代表している。最も重要な作品は、Eyjólfr dáðaskáldの『パンダドラーパ』(fr)と非キリスト教徒ハルドール(en)やソールズ・コルベインスソン(en)の作品である。エイリークについて書いたことが知られる他の詩人は、やっかい詩人ハルフレズ、蛇舌のグンラウグ、Hrafn Önundarson、Skúli ÞorsteinssonそしてÞórðr Sjárekssonである。
このうちハルフレズは、スヴォルドの海戦でオーラヴ王が倒れた後、エイリークを殺そうとし彼の元を訪ねて捕らえられた。以前ハルフレズが王の命令で殺害しようとしできなかった賢者ソルレイフが居合わせてエイリークに取りなしたため、ハルフレズは救われた。ハルフレズはエイリークのために詩を作ったが、エイリークは詩に対して褒美を与えたもののハルフレズの滞在は拒んでいる。

### 出典

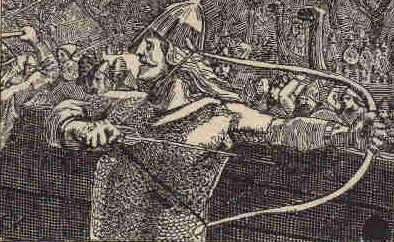
スヴォルドの海戦で弓で戦うエイナル・サンバルスケルヴィル。『オーラヴ・トリュッグヴァソン王のサガ』『オーラヴ聖王のサガ』によれば、エイナルはスヴォルドの海戦においてはオーラヴ・トリグヴァソンの側で戦ったが、終戦後は助命された。その後はエイリークと共に過ごし、彼の妹ベルグリョートと結婚し、彼から領地も与えられて裕福となった。エイリークがイングランド征服に従軍した際は、彼の息子ハーコンの後見を任された。